# Meda Mládková

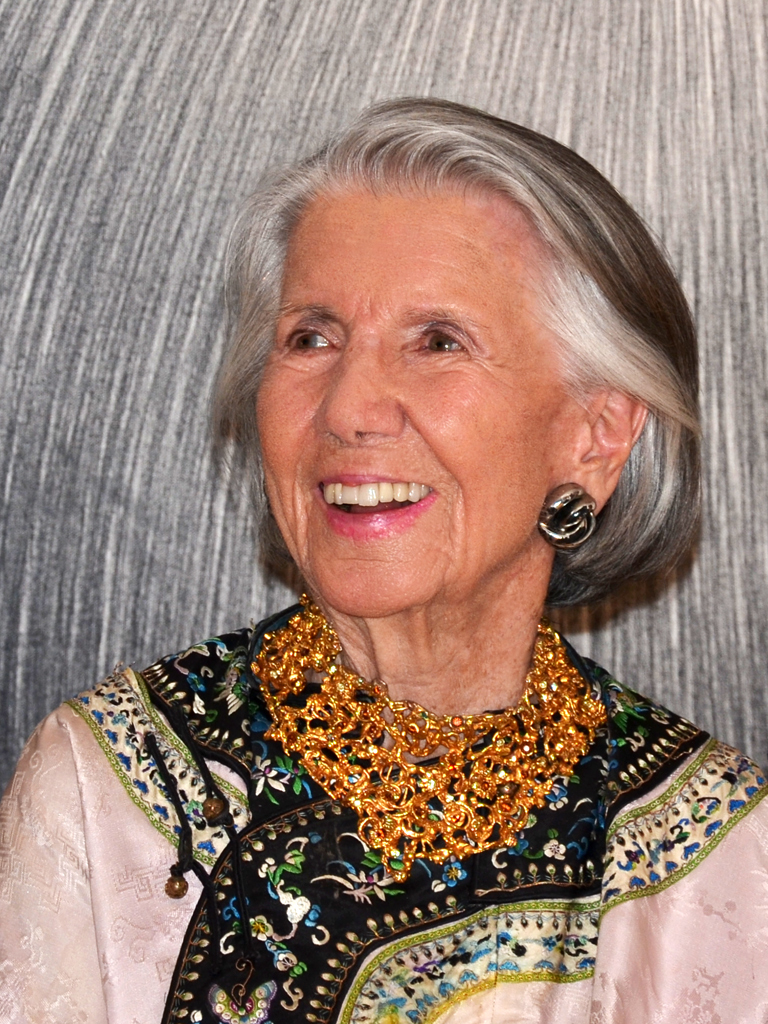
Mládková op haar 95ste verjaardag.

Meda Mládková (Zákupy, 8 september 1919 – Praag, 3 mei 2022) was een Tsjechisch kunsthistoricus en kunstverzamelaar van klassiek moderne en hedendaagse Europese en Tsjechische kunst. Haar echtgenoot, Jan Mládek (1911-1989), was een zakenman. Samen hebben zij, vooral na hun vestiging in Washington D.C. in de zestiger jaren, een indrukwekkende collectie van zo'n duizend werken opgebouwd van Tsjechische en Slovaakse kunstenaars. Na de Fluwelen Revolutie verhuisde Mládková weer naar Tsjechië.

## Levensloop
Meda Mládková werd op 8 september 1919 in het kasteel van Zákupy geboren, waar haar vader werkte als brouwer. Haar familie besloot later naar Brandýs nad Labem te verhuizen. In 1946 verhuisde Mládková naar Genève (Zwitserland) om economie te studeren, waar ze haar doctoraat behaalde. Samen met andere ballingen uit Tsjecho-Slowakije publiceerde ze het tijdschrift “Současnost”. In februari 1948 besloot ze niet terug te keren naar Tsjecho-Slowakije, maar naar Parijs te verhuizen, waar ze kunstgeschiedenis studeerde aan de Sorbonne en aan L'ecole du Louvre tussen 1955 en 1960. In Parijs richtte ze de eerste Tsjechoslowaakse uitgeverij op, onder de naam “Edition Sokolova”. Een van de eerst gepubliceerde titels waren een dichtbundel van Ivan Blatný en de geschriften van Ferdinand Peroutka. Tijdens haar verblijf in Parijs maakte ze kennis met Jan Viktor Mládek, ook een Tsjecho-Slowaakse emigrant, die in 1945 een van de eerste gouverneurs van het Internationaal Monetair Fonds werd. Het koppel besloot om te trouwen en zich in 1960 definitief in Washington D.C. te vestigen. Tijdens hun verblijf in Washington bouwde het echtpaar een belangrijke kunstcollectie op, bestaande uit zo'n duizend werken van Tsjechische en Slovaakse kunstenaars. In 1989, na de dood van haar man, keerde Mládková terug naar Tsjechië, waar ze lid werd van het Burgerforum. Later richtte ze de “Jan en Meda Mládek Foundation” op en besloot ze het historische pand van Sova's Mills te reconstrueren en het te gebruiken als locatie voor het Museum Kampa. Museum Kampa werd de thuisbasis van de kunstcollectie van haar en haar man, die ze schonk aan de stad Praag.
Mládková overleed begin mei 2022 op 102-jarige leeftijd.